# Olgahöhle
Die Olgahöhle ist die größte Kalktuffhöhle Deutschlands. Sie befindet sich im Ortsteil Honau der Gemeinde Lichtenstein im Echaztal, am Trauf der Schwäbischen Alb unterhalb von Schloss Lichtenstein.

## Geschichte
Die Höhle wurde am 24. Oktober 1874 von Johann Ziegler in einem Kalktuff-Steinbruch bei Honau entdeckt. Der als Baumaterial beliebte Kalktuff (nicht vulkanischen Ursprungs!) wurde im 19. Jahrhundert in zahlreichen Steinbrüchen der Gegend abgebaut. Die Höhle fand schnell große Beachtung; am Pfingstmontag 1875 wurde sie am Tag des Nebelhöhlenfestes als beleuchtete Schauhöhle eröffnet. Bereits 1884 wurde die Kerzenbeleuchtung der Höhle durch elektrisches Licht ersetzt. Die nach der württembergischen Königin Olga benannte Höhle war damit die erste elektrisch beleuchtete Schauhöhle Deutschlands. Vorausgegangen war ihr 1883 die österreichische Kraushöhle bei Gams in der Steiermark; im gleichen Jahr 1884 erhielten die Adelsberger Grotten (Postojnska Jama) im heutigen Slowenien eine elektrische Beleuchtung.
In den Jahren 1901 bis 1903 wurden auf dem Platz bei der Höhle die Lichtensteinfestspiele abgehalten. Für die Aufführung von Wilhelm Hauffs Werk Lichtenstein wurde dort ein Bühnenhaus errichtet, das nach Beendigung der Spiele wieder abgerissen wurde. Nach dem Zweiten Weltkrieg war die Höhle für einige Jahre geschlossen, da keiner der Erben mehr in Honau wohnte. Schließlich ging das Grundstück mit dem Gasthaus an die Evangelisch-Methodistische Kirche über. Heute steht dort Seniorenzentrum Haus Olgahöhle. Der Schwäbische Albverein betrieb die Wiedereröffnung der Höhle, die 1972 erfolgte. Heute wird die Olgahöhle gemeinsam von der Ortsgruppe Honau des Schwäbischen Albvereins und der Höhlenforschungsgruppe Pfullingen betreut. Geöffnet ist die Olgahöhle zwischen März und November jeweils am ersten Sonntag des Monats. Die Höhle gehört zum UNESCO Geopark Schwäbische Alb.

## Lage und Anordnung
Die Olgahöhle ist eine der seltenen Primärhöhlen (Tuffhöhlen), das heißt, sie ist gleichzeitig mit dem umgebenden Gestein entstanden. Sie besteht aus zwei parallelen, quer zum Echaztal verlaufenden Gängen, die trotz der Nähe der Echaz völlig trocken sind. Beide Gänge wurden nach der Entdeckung der Höhle tiefergelegt, so dass der untere Teil fast überall aus standfestem Kalktuffsand besteht. Die Decke wird durch halbkugelförmige Kalotten von Blaualgentuff gebildet. Cyanobakterien, früher den Blaualgen zugerechnet, besitzen wie Moose und Algen die Fähigkeit zur Photosynthese, also zur Aufnahme von CO₂. An mehreren Stellen haben sich an der Wand und der Decke Stalaktiten gebildet. Die Wände sind von bizarren Gesteinsformen, mächtigen Moostuffklotzen und Kalktuffkalotten überzogen. Es wird vermutet, dass die Höhle nicht einfach durch den über den Rand der Kalktuffbarre hinauswachsenden Kalktuff aufgebaut worden ist, sondern dass auch Verschiebungen oder Verwerfungen eine Rolle gespielt haben.

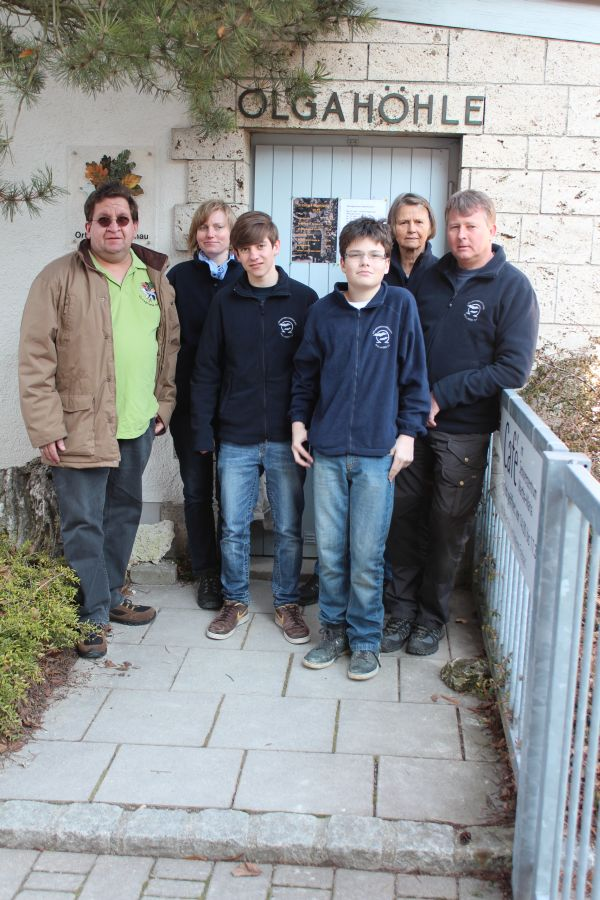
Das Höhlenführer-Team der Olgahöhle
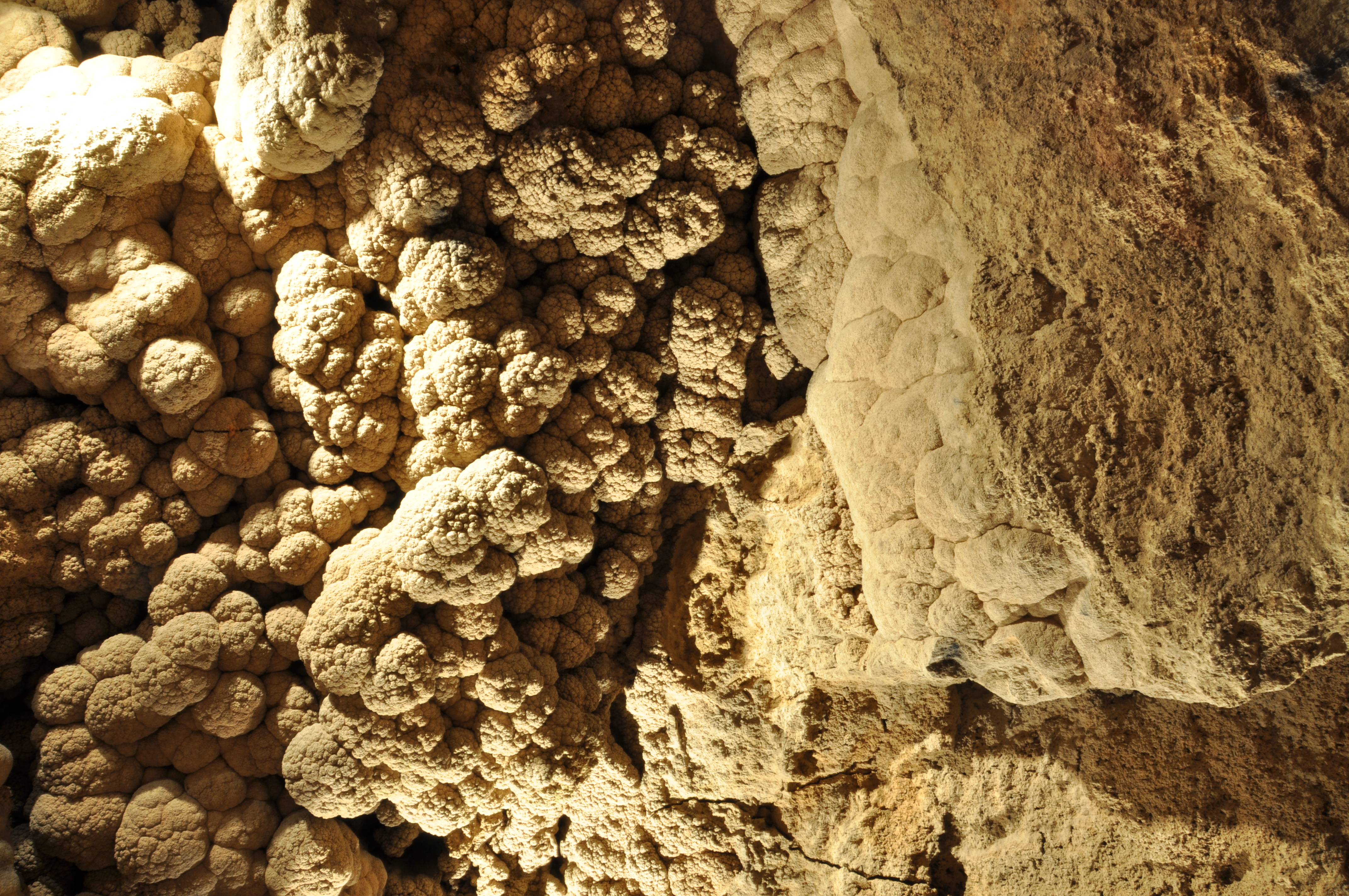
Kalktuffsteinbildung in der Olgahöhle, sogenannter Blumenkohltuff
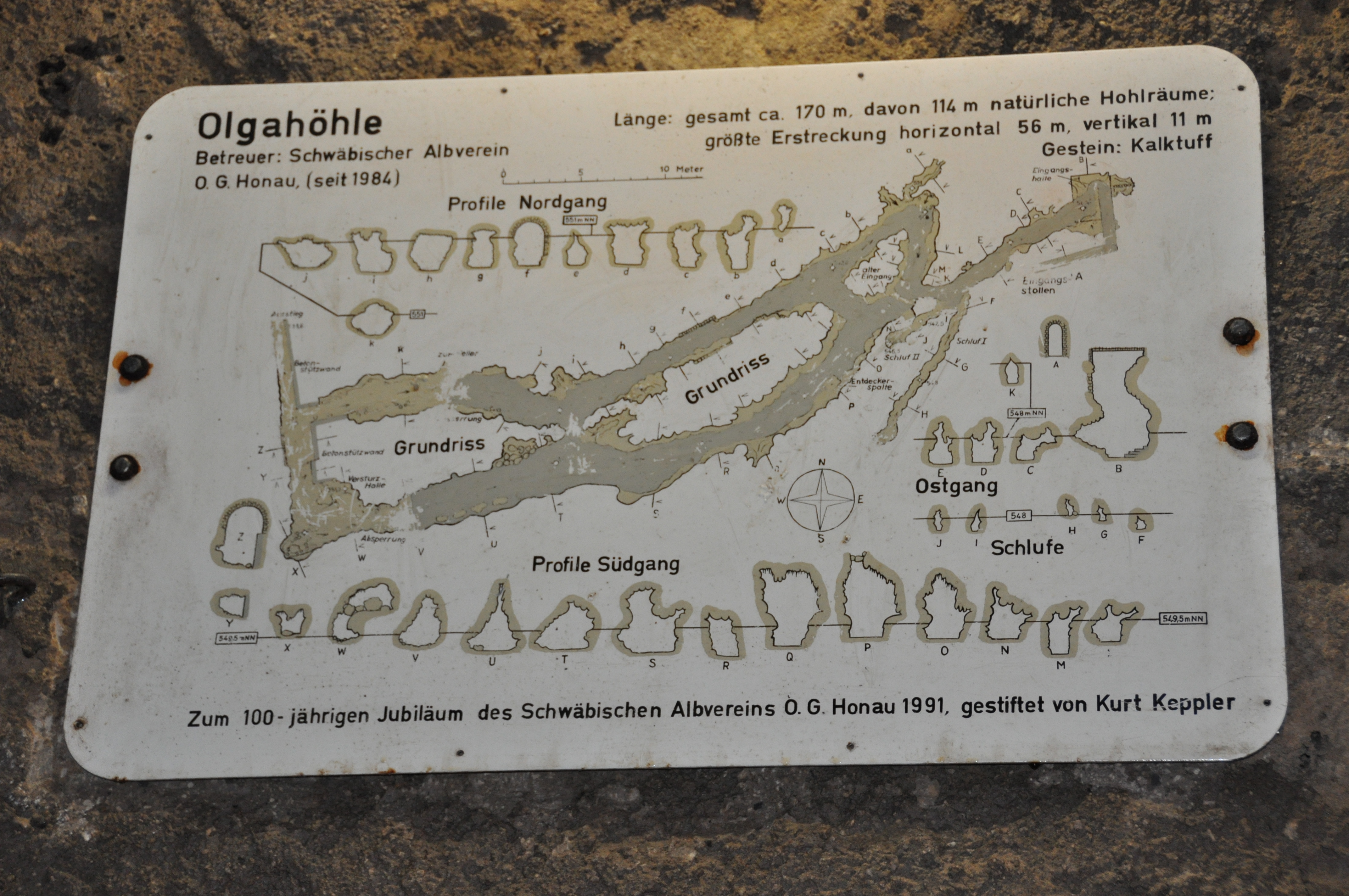
Lageplan der Olgahöhle
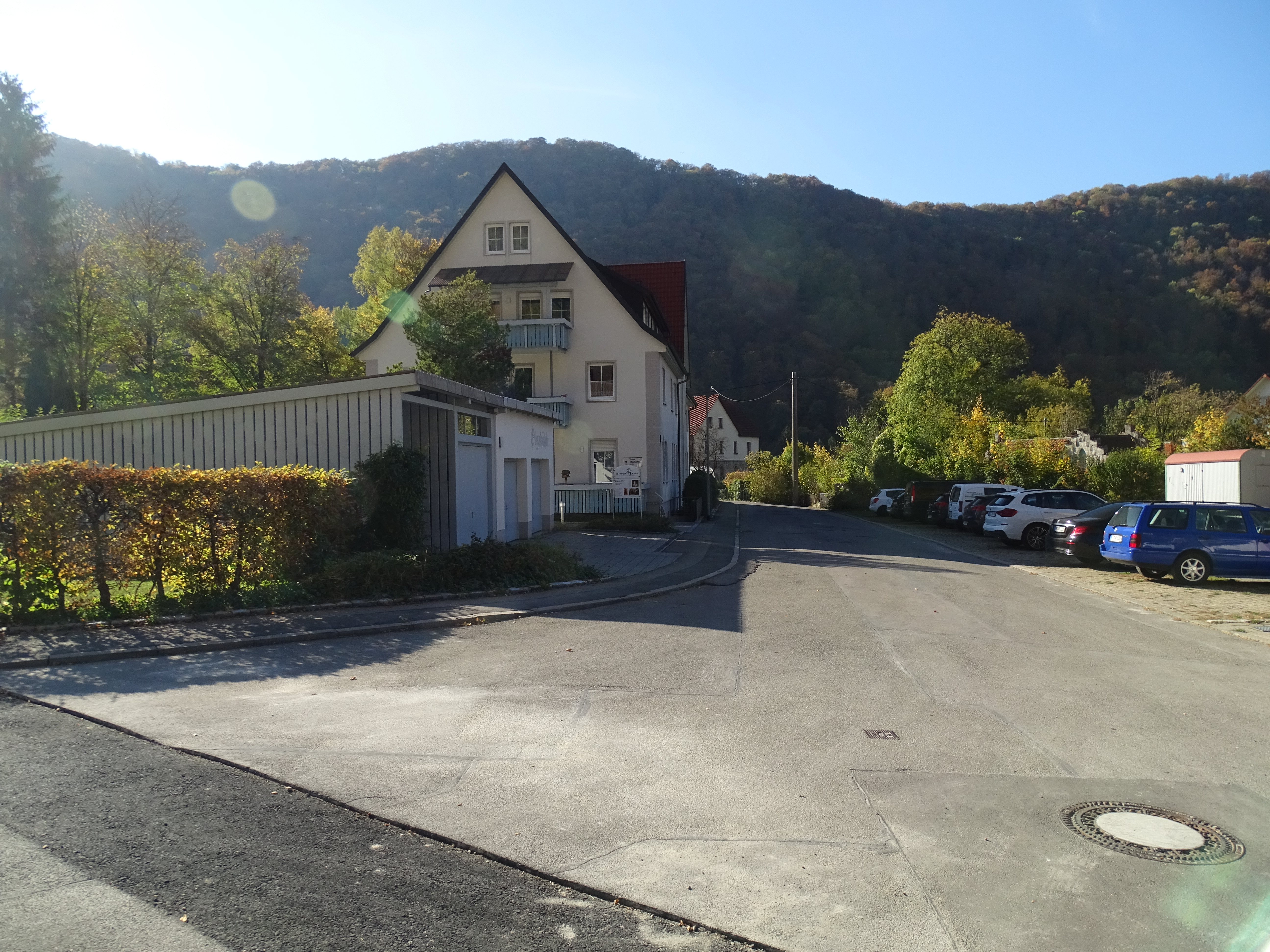
Haus Olgahöhle, Olgastraße 31, Eingang zur Olgahöhle in dem garagenähnlichen Flachbau links